# Wolfgang Heindel
Wolfgang Friedrich Heindel (* 5. September 1980 in Rosenheim) ist ein deutscher Kampfsportler, Kampfsportlehrer, JJIF-Weltmeister 2004 und JJIF-Weltmeister 2024 als Seniorensportler.

## Sportliche Laufbahn

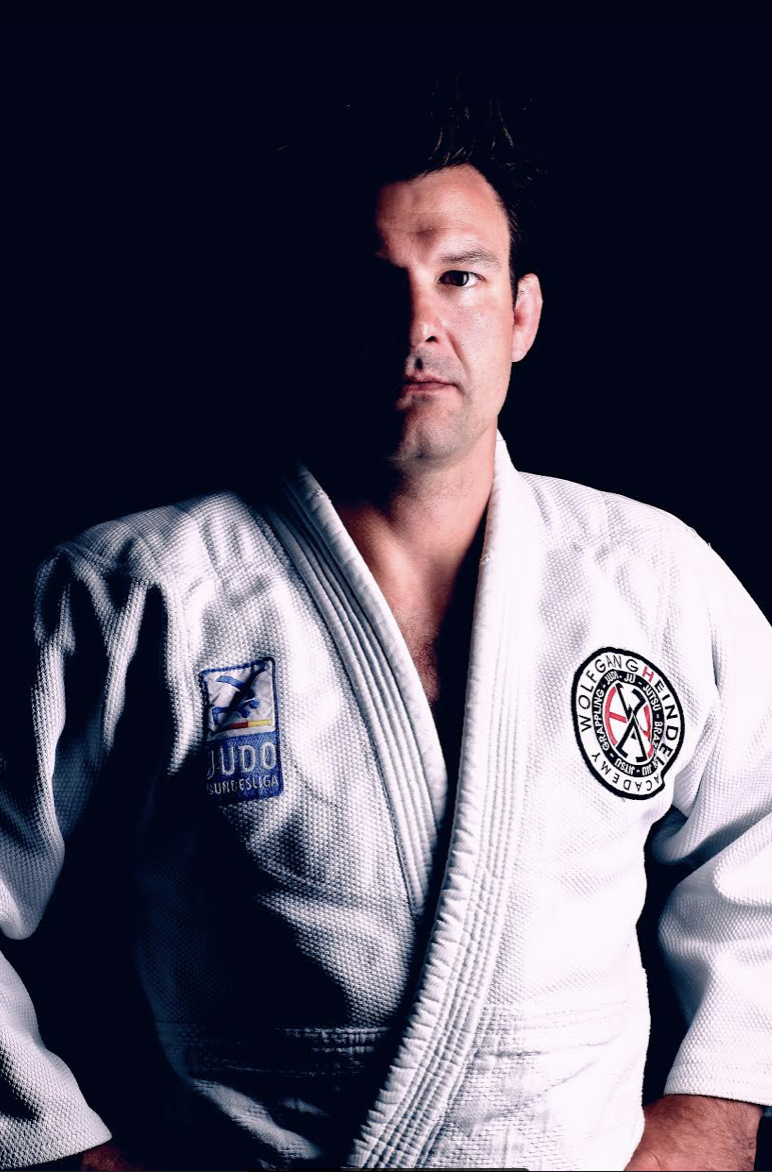
Wolfgang Heindel (2017)

### Ju-jitsu
Heindel begann 1986 mit Judo im FC/DJK Weißenburg, wechselte aber 1995 zu Fighting Ju-jitsu. 1997 sicherte Heindel sich bei den German Open in Halle (Saale) in der Jugend -65 kg die Goldmedaille. 1998 gewann er die deutsche Jugendmeisterschaft in Nördlingen in der Gewichtsklasse -68 kg. und wurde daraufhin in das deutsche Nationalteam rekrutiert (DJJV). Während er 2000 seinen Wehrdienst ableistete, wurde er als Soldat in die Sportfördergruppe der Bundeswehr berufen, in der er bis 2003 für den Deutschen Ju-Jutsu-Verband aktiv war. Er errang im Jahr 2001 seinen ersten Deutschen Meistertitel bei den Herren im Fighting. Daraufhin wurde er für die Europameisterschaften im Jahre 2001 nominiert, die er mit einem 5. Platz abschloss.
2002 gewann er die Silbermedaille bei der JJIF-Weltmeisterschaft in Punto del Este. Zwei Jahre später gewann er seinen Weltmeistertitel in Madrid.
Daraufhin beendete er seine Laufbahn in der Nationalmannschaft, im folgenden Jahr sicherte er sich den Titel des Deutschen Meisters zwei Gewichtsklassen höher.
Von 2003 bis 2018 war er für verschiedene Altersklassen Landestrainer im Ju-Jutsu-Verband Bayern, zuletzt auch als Cheflandestrainer und für den Männerbereich.
2023 wurde ihm der 6. Dan verliehen.

### Judo
In der Saison 2005–2007 stand er für den PSV Bamberg in der 2. Judo-Bundesliga auf der Matte. Von 2008 bis 2012 ging er für das Bundesligateam des TV 1848 Erlangen, ebenfalls in der Regionalliga und 2. Bundesliga auf die Matte und war dort als Mitglied im Trainerstab auch am Aufstieg in die 2. Bundesliga beteiligt. Er besitzt den 5. Dan.

### Brazilian Jiu-Jitsu

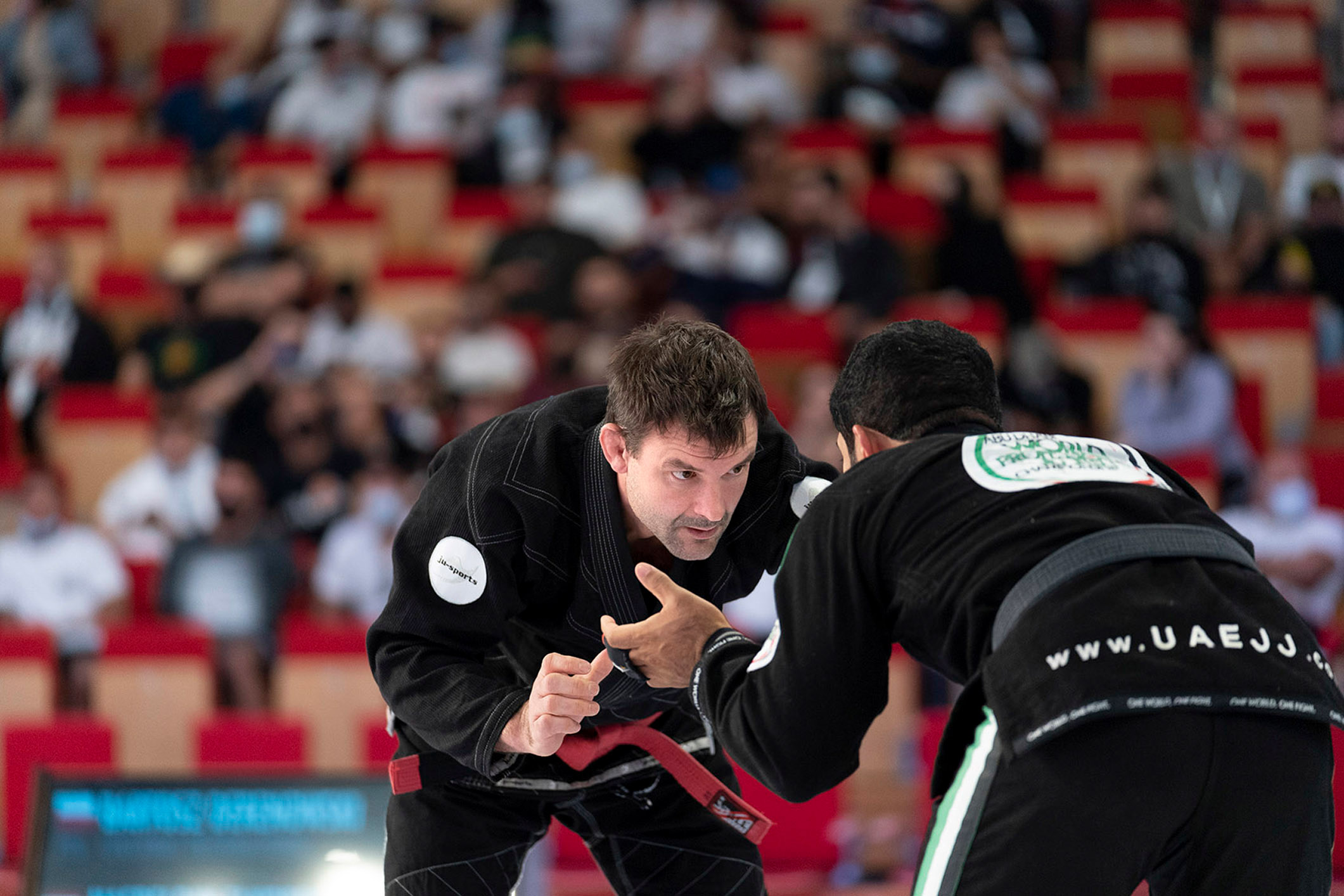
Heindel in Abu Dhabi 2021

Bereits 2002 kam er mit der Kampfsportdisziplin bei einem Aufenthalt in Rio de Janeiro in Berührung. Als Disziplintraining für das Fighting begann er dort ebenfalls sich auszubilden. Es folgte ein Trainingsaufenthalt in Brasilien 2006. Auch hier nahm er dann an Wettbewerben teil. Als 2010 der Weltverband JJIF beschlossen hatte, das Sportprogramm um diese Disziplin zu erweitern, wurde er wieder in die Nationalmannschaft berufen. Beim WM-Debüt der Disziplin Ne-Waza (Brazilian Jiu-Jitsu) in Cali, Kolumbien, Heindel konnte Heindel in der Klasse -85 kg die Silbermedaille erringen. Im Jahr 2012 ging er noch bei der WM in Wien an den Start, schied aber nach einer Vorrundenniederlage gegen den späteren Sieger frühzeitig aus. Im folgenden Jahr gewann er als Seniorensportler bei den IBJJF-Europameisterschaft in Lissabon noch eine Bronzemedaille (Master 1, Brown, lightweight).
Im Jahr 2014 gewann Heindel die IBJJF London Open (Master1, Black, middleweight, noGi).
Bei den AJP Weltmeisterschaft 2021 in Abu Dhabi konnte Heindel die Silbermedaille in der Klasse Master3, Schwarzgurt -77 kg gewinnen.
Er erhielt 2014 seinen Schwarzgurt von Aldo „Caveirinha“ Januario und die IBJJF und die UAEJJF bestätigten ihn 2020 als Schwarzgurt des 2. Grades. Zudem besitzt er den 3. Dan.

## Privates
Heindel wuchs in Weißenburg in Bayern auf. Er ist verheiratet, hat vier Kinder, wohnt in Heßdorf bei Erlangen und betreibt seit 2011 nebenberuflich eine Kunstkraftsportschule in Herzogenaurach. Hauptberuflich arbeitet der Diplomkaufmann für einen Kampfsportartikelhersteller und Spezialausrüster.